# Liste der Kirchen des Kirchenkreises Gotha
Die Liste der Kirchen des Kirchenkreises Gotha führt die Kirchen im Kirchenkreis Gotha auf, der zur Evangelischen Kirche in Mitteldeutschland gehört. Zu den Kirchen zählen mehrere ehemalige Wehrkirchen sowie weitere sehr alte, teils im Kern romanische Kirchen.

## Liste der Kirchen
| Kirchspiel    | Ort             | Name der Kirche         | Anmerkungen | Bild | Koordinaten                      |
| ------------- | --------------- | ----------------------- | --- | ---- | -------------------------------- |
| Apfelstädt    | Apfelstädt      | St. Walpurgis           | Erbaut im 11. Jh., Süd- und Nordwand teils romanischen Ursprungs, Chor aus 1434, Langhaus aus 1491, Turm aus 1396, Tonnendecke aus dem 17. Jh., neoklassische Innenausstattung, saniert 1992–2000. Neuer Altar aus 2009. |      | 50° 54′ 0,9″ N, 10° 53′ 16,4″ O  |
| Apfelstädt    | Kornhochheim    | St. Nikolaus            | Erbaut im 12. Jh., Eingangsportal aus 15. Jh., Emporenmalerei von 1701 |      | 50° 54′ 3,6″ N, 10° 54′ 55,7″ O  |
| Apfelstädt    | Wandersleben    | St. Petri               | Erste Erwähnung 1143, Turm aus dem 15. Jh., barocke Innenausstattung, Schröter-Orgel von 1724, Grablege verschiedener ansässiger Adelsgeschlechter |      | 50° 53′ 50,1″ N, 10° 51′ 15,7″ O |
| Bienstädt     | Bienstädt       | Friedenskirche          | Die Kirche ist aus dem Jahr 1811 mit Turm der Vorgängerkirche |      | 51° 1′ 2,7″ N, 10° 51′ 5,1″ O    |
| Bienstädt     | Gierstädt       | St. Bonifatius          | Die Kirche am Kirchberg über Gierstädt am Waldrand wurde erbaut 1844/46, vereint englische und deutsche Neugotik sowie italienische Renaissance. Die Kirche gilt als eine der schönsten der Umgebung. Alte Grabdenkmäler auf dem Kirchhof. |      | 51° 1′ 26,9″ N, 10° 49′ 22,1″ O  |
| Bienstädt     | Großfahner      | St. Peter und Paul      | |      | 51° 3′ 23,6″ N, 10° 49′ 38,8″ O  |
| Bienstädt     | Kleinfahner     | St. Veit                | |      | 51° 2′ 15,9″ N, 10° 50′ 53,6″ O  |
| Bienstädt     | Töttelstädt     | St. Nikolai             | |      | 51° 0′ 27,8″ N, 10° 52′ 56″ O    |
| Friemar       | Friemar         | St. Veit                | In der Dorfmitte liegt die 1780 nach einem großen Brand erbaute St.-Veit-Kirche, deren Schmuckstück die 1830 vom Tabarzer Orgelbauer Johann Valentin Knauf gebaute Orgel bildet. |      | 50° 58′ 43,4″ N, 10° 47′ 19,1″ O |
| Friemar       | Pferdingsleben  | St. Wigbert             | 500 Jahre alte Kirche |      | 50° 58′ 14″ N, 10° 49′ 11,7″ O   |
| Friemar       | Tröchtelborn    | St. Bonifatius          | Über 1000 Jahre alt. Wertvollstes Stück in der Kirche ist die historische Volckland-Orgel, die in den Jahren 1757 bis 1767 erbaut wurde |      | 50° 59′ 30,1″ N, 10° 49′ 6,8″ O  |
| Goldbach      | Goldbach        | St. Peter               | Inschriftlich wurde mit dem Bau 1518 begonnen, 1752 wurde er verändert. |      | 50° 59′ 40,2″ N, 10° 39′ 28,3″ O |
| Goldbach      | Bufleben        | St. Cyriakus            | Erbaut 1412 |      | 51° 0′ 5,1″ N, 10° 44′ 23,1″ O   |
| Goldbach      | Hausen          | St. Nikolai             | um 1148 als kleine Kapelle errichtet. Turm von 1601, 1603 Ausbau der Kirche zur heutigen Größe. Orgel von 1857 und Umbau in der Kirche. 1969 Neueindeckung des Turms und Instandsetzung der Uhr. |      | 51° 0′ 51,4″ N, 10° 43′ 36,6″ O  |
| Goldbach      | Hochheim        | St. Nikolaus            | 1411 erstmalige Erwähnung |      | 51° 1′ 3,5″ N, 10° 39′ 36,6″ O   |
| Goldbach      | Pfullendorf     | St. Bonifatius          | |      | 51° 0′ 28″ N, 10° 43′ 22,5″ O    |
| Goldbach      | Remstädt        | St. Lukas               | |      | 50° 58′ 49″ N, 10° 41′ 2,7″ O    |
| Gotha         | Gotha           | Augustinerkirche        | Erbaut Mitte des 13. Jh. als Klosterkirche, 1675 Umbau, frühbarocke Ausstattung bis 1680 |      | 50° 56′ 50,4″ N, 10° 41′ 58,1″ O |
| Gotha         | Gotha           | Margarethenkirche       | |      | 50° 57′ 2,3″ N, 10° 42′ 17,3″ O  |
| Gotha         | Gotha           | Versöhnungskirche       | |      | 50° 56′ 52,6″ N, 10° 40′ 38″ O   |
| Gotha         | Gotha           | Schlosskirche           | |      | 50° 56′ 46,4″ N, 10° 42′ 15,3″ O |
| Gotha         | Gotha-Siebleben | St. Helena              | Errichtung 1820 nahe der Vorgängerkirche St. Marien |      | 50° 56′ 34,1″ N, 10° 44′ 35,9″ O |
| Gotha         | Gotha           | Friedrichskirche        | Im 13. Jahrhundert als Nicolaikapelle erwähnt, später zum Hospital Leprosorum (Aussätzigenhof, Siechenhaus) gehörig, Neubau 1715, benannt nach Herzog Friedrich II. (1676–1732). Ist als Kulturdenkmal der Stadt Gotha ausgewiesen. |      | 50° 56′ 49,2″ N, 10° 43′ 16,9″ O |
| Gräfentonna   | Gräfentonna     | St. Peter und Paul      | Erster Bau in der zweiten Hälfte des 15. Jh., Neubau 1690, beachtenswerter mittelalterlicher Schnitzaltar, im Unterteil des Turms befindet sich die Gruft für die Grafen von Tonna mit 10 Grabsteinen |      | 51° 1′ 21,9″ N, 10° 31′ 43,3″ O  |
| Gräfentonna   | Burgtonna       | Cäcilien-Kirche (Ruine) | |      | 51° 4′ 4″ N, 10° 43′ 31,7″ O     |
| Gräfentonna   | Burgtonna       | Christuskirche          | neben der Ruine der Cäcilienkirche |      | 51° 4′ 3,6″ N, 10° 43′ 32,9″ O   |
| Gräfentonna   | Aschara         | St.-Petri-Kirche        | |      | 51° 3′ 23,2″ N, 10° 40′ 55,5″ O  |
| Gräfentonna   | Eckardtsleben   | St. Vitus               | |      | 51° 4′ 12,1″ N, 10° 40′ 40,2″ O  |
| Gräfentonna   | Illeben         | St. Trinitatis          | |      | 51° 4′ 56,1″ N, 10° 40′ 40,2″ O  |
| Gräfentonna   | Wiegleben       | St. Peter und Paul      | |      | 51° 2′ 52,4″ N, 10° 37′ 43,9″ O  |
| Herbsleben    | Herbsleben      | St. Trinitatis          | |      | 51° 7′ 9,4″ N, 10° 50′ 14,8″ O   |
| Herbsleben    | Döllstädt       | St. Peter und Paul      | Erbaut 1542, sie geht auf eine Kapelle aus der Klosterzeit zurück. Die Kirche ist ein denkmalgeschütztes Gebäude und wurde mehrfach restauriert. Mehrere Grabplatten stehen an der Innenseite der Kirchhofmauer. Das ehemalige Pfarrhaus ist leider in beklagenswertem baulichem Zustand mit einem verwahrlosten Pfarrgarten. |      | 51° 4′ 53,3″ N, 10° 48′ 54,9″ O  |
| Ingersleben   | Ingersleben     | St. Maria               | Erbauungsjahr unbekannt, Turmbau vermutlich 1398, reich geschmücktes Emporenteil von 1647 |      | 50° 55′ 14,2″ N, 10° 56′ 6,3″ O  |
| Ingersleben   | Gamstädt        | St. Michael             | Ein Steinquader an der Nordwestecke der Kirche weist das Jahr 1422 aus, jedoch ist nicht bekannt, ob das auch das Baujahr ist. Möglich ist, dass der Stein von einer Vorgängerkirche stammt. Auch das Entstehungsjahr des Kirchenschiffes ist unbekannt. |      | 50° 56′ 55,4″ N, 10° 53′ 3,2″ O  |
| Ingersleben   | Grabsleben      | St. Maria Magdalena     | Frühester Bau vermutlich 1568, 1738 wurde eine neue Orgel erbaut, Reparaturen 1788 und 1825. In der Kirche schöne Malereien an der Kanzel und den Brüstungsfeldern der Emporengalerie. Mächtiges Holztonnengewölbe mit aufgemalten Engeln und biblischen Szenen aus dem Anfang des 20. Jahrhunderts. Die Emporenmalerei aus der Entstehungszeit des Kirchenschiffes, dem Beginn des 18. Jahrhunderts mit deutlich dorf- und bauernhaft verwachsenen Malstil. Eine besondere Kostbarkeit ist der in der Kirche aufbewahrte Dreiflügelaltar. |      | 50° 56′ 11,2″ N, 10° 50′ 12,4″ O |
| Ingersleben   | Großrettbach    | St. Gotthard            | Nachfolgebau einer Kirche, die 1821 abgerissen, und schon am 4. November des gleichen Jahres wurde der Neubau wieder eingeweiht. |      | 50° 55′ 26,5″ N, 10° 51′ 40,1″ O |
| Metebach      | Metebach        | St. Johannes            | Erbaut 1259, Umbau 1712, der Innenraum der Kirche wurde umgestaltet. Eindrucksvolle Rötelmalereien im Stil des Bauernbarock und ein mit Sternen besetztes Holztonnengewölbe. |      | 50° 58′ 12,8″ N, 10° 36′ 29,8″ O |
| Metebach      | Aspach          | St. Ulrich              | Erbauung 1417 oder 1519. Der Turm steht an der Südwestecke eines Langhauses von 1870, das anstelle eines Gebäudes von 1614 errichtet wurde. |      | 50° 57′ 8,6″ N, 10° 35′ 41,8″ O  |
| Metebach      | Ebenheim        |                         | Erbaut 1601 |      | 50° 58′ 32,9″ N, 10° 30′ 47,5″ O |
| Metebach      | Weingarten      | Dorfkirche Weingarten   | |      | 50° 58′ 21,7″ N, 10° 32′ 22,6″ O |
| Molschleben   | Molschleben     | St. Peter und Paul      | Vorgängerbau aus dem 8. oder 9. Jahrhundert, Neubau gegen Ende des 15. Jh. Der gesamte Bau wurde in mehreren Bauabschnitten errichtet. Der östliche Teil, der Chor mit seinen schönen gotischen Fenstern wurde 1500 fertiggestellt. Dies wird durch einen Reliefstein an der Südostecke bestätigt. |      | 51° 0′ 15,7″ N, 10° 42′ 53,2″ O  |
| Molschleben   | Ballstädt       | St. Petri               | Die spätgotische Saalkirche aus dem 14. Jahrhundert hat einen dreiseitigen Abschluss des Chores. Der eingezogene Kirchturm steht im Westen. Das Kirchenschiff wurde inschriftlich 1497 begonnen, 1696 umgebaut. |      | 51° 2′ 7,1″ N, 10° 46′ 59,1″ O   |
| Molschleben   | Eschenbergen    | St. Margareten          | Der Bau erfolgte 1584. |      | 51° 1′ 33,9″ N, 10° 45′ 41,9″ O  |
| Mühlberg      | Mühlberg        | St. Lukas               | Ersterwähnung 726, mittelalterliche Wehrkirche mit beeindruckenden spätgotischen figürlichen Wandmalereien von ca. 1500. Der barocke Innenausbau erfolgte 1680 bis 1740. Offener, imposanter, barocker Kirchenhimmel von 1704 in Eitemperafarbe. Seine Farben sind noch wie neu. Die Wandgemälde über dem Kanzelaltar entstanden etwa 1450 als Seccomalerei, wurden allerdings erst 1977 bei einer Renovierung wiederentdeckt. Die Kirche enthält eine kleine Radegundis-Kapelle.                                                          |      | 50° 52′ 2″ N, 10° 49′ 24″ O      |
| Mühlberg      | Röhrensee       | St. Nikolai             | Ursprünglich romanisch, häufige Umbauten, zahlreiche Maueranker und Stützmauern zeugen von hanglagebedingten Statikproblemen. Neuer Anstrich 1819 und 1893. Kirchturm aus etwa 1500. In den 1950er Jahren schlug ein Blitz in den Turm ein. Orgelprospekt von 1702. Erneuerung des Orgelwerks 1920. Wiederherstellung der Malereien von 1627 im Jahre 1989. |      | 50° 51′ 10,9″ N, 10° 51′ 2,6″ O  |
| Mühlberg      | Schwabhausen    | St. Trinitatis          | Neubau des Seitenschiffes 1701, Orgel von 1836 |      | 50° 53′ 18″ N, 10° 44′ 3,4″ O    |
| Mühlberg      | Wechmar         | St. Viti                | Vorgängerkirche aus dem 8. Jh., 1467 Neubau, Orgel von 1652, 1832 Abriss wegen Baufälligkeit nach Blitzeinschlag, 1843 Fertigstellung der neuen Kirche mit oktogonalem Grundriss. Der Turm hat eine Höhe von 68 m und ist einer der höchsten Kirchtürme Thüringens. |      | 50° 53′ 28,3″ N, 10° 46′ 27″ O   |
| Neudietendorf | Neudietendorf   | Brüderkirche            | In 1780 in einer Einheit mit dem Pfarrhaus in spätbarockem Stil als Fachwerkbau errichtet. Erste Orgel von 1781, jetzige Orel von 1901. Interessanter Gottesacker. |      | 50° 54′ 44,9″ N, 10° 54′ 42,3″ O |
| Neudietendorf | Altdietendorf   | St. Johannis            | Nachfolgebau einer gotischen Kirche. Am Turm, dem ältesten Teil der Kirche, die Jahreszahl 1591. Jetzige Kirche von 1916. |      | 50° 54′ 30,7″ N, 10° 54′ 49,4″ O |
| Seebergen     | Seebergen       | St. Georg               | Errichtet von 1511 bis 1587 unter Verwendung des Seeberger Sandsteins. Über 40 m hoher Kirchturm mit oktogonalem Helmdach und umlaufender Wehrgalerie. Die zinnenbewehrte Kirchhofsmauer mit verschließbaren Pforten, Schießscharten und Kragsteine weisen auf die Wehrhaftigkeit der Kirche hin. Schöne Emporengalerien mit 60 biblischen Szenen in den Brüstungsfeldern aus dem 17. Jh., Orgel von 1822. |      | 50° 55′ 16,4″ N, 10° 47′ 55,8″ O |
| Seebergen     | Cobstädt        | Martin-Luther-Kirche    | Die Kirche entstand aus einer Kapelle, die nach der Reformation erweitert und zu einer Kirche umgewandelt wurde. Turm mit Jahreszahl 1581. Schlusssteine der östlichen und westlichen Rundbogentüren mit der Jahreszahl 1653. 1720 wurde eine Orgel eingebaut. 1863 wurde eine neue Orgel angeschafft, die noch heute in der Kirche steht. 1887 wurde die Kirche, besonders der Turm, umfänglich restauriert. |      | 50° 55′ 26,8″ N, 10° 50′ 5,9″ O  |
| Seebergen     | Günthersleben   | St. Petri               | Vermutlich bereits im 10. Jahrhundert stand an dieser Stelle eine romanische Kirche, die jedoch wegen Baufälligkeit zum großen Teil abgerissen wurde. Die heutige Kirche wurde 1694 auf den alten Grundmauern gebaut. Mittelteil des Kirchenschiffes aus romanischer Zeit. 30 m hohe Turm mit drei Glocken. Taufbecken aus dem 12. Jh. |      | 50° 54′ 7,8″ N, 10° 45′ 46,1″ O  |
| Seebergen     | Tüttleben       | St. Viti                | Aus einer lateinischen Inschrift am Kirchturm ist zu entnehmen, dass dieser am 22. März 1463 errichtet wurde. Vermutlich gab es jedoch schon eine Vorgängerkirche, wie so oft in dieser Gegend. Die üppig verzierte Kanzel aus der Renaissance-Zeit ist der auffallendste Schmuck im Kircheninneren. Zwei Leinwandgemälde zeigen Martin Luther und den 1728 verstorbenen Pfarrer Jakob F. Thiele. |      | 50° 54′ 7,8″ N, 10° 45′ 46,1″ O  |
| Sonneborn     | Sonneborn       | St. Peter und Paul      | |      | 50° 59′ 22,8″ N, 10° 35′ 6,8″ O  |
| Sonneborn     | Brüheim         | St. Vitus               | Der Chorturm der barocken Saalkirche ist von einem mittelalterlichen Bau erhalten geblieben. Die Kirche wurde 1818 weitestgehend umgestaltet. |      | 51° 0′ 2,4″ N, 10° 35′ 5″ O      |
| Sonneborn     | Eberstädt       | St. Severin             | |      | 51° 0′ 14,2″ N, 10° 36′ 30,8″ O  |
| Sonneborn     | Friedrichswerth | Gustav-Adolf-Kirche     | Die Kirche wurde von einem kinderlosen Ehepaar, dem damaligen Domänenrat Eduard von Hagen und seiner Frau Wilhelmine gestiftet. Der Bau dauerte von 1855 bis 1860. |      | 50° 59′ 38,2″ N, 10° 32′ 37,5″ O |
| Sonneborn     | Haina           | St. Johannes            | An den im Kern mittelalterlichen Chorturm aus Feldsteinen wurde 1615/16 das Langhaus angebaut. |      | 50° 59′ 25,2″ N, 10° 31′ 4,9″ O  |
| Sundhausen    | Sundhausen      | St. Nikolai             | erbaut um 1730 |      | 50° 55′ 39,3″ N, 10° 40′ 14,4″ O |
| Sundhausen    | Boilstädt       | Zur Himmelspforte       | |      | 51° 0′ 27,8″ N, 10° 52′ 56″ O    |
| Sundhausen    | Gospiteroda     | Kirche                  | |      | 51° 0′ 27,8″ N, 10° 52′ 56″ O    |
| Sundhausen    | Leina           | St. Nikolaus            | |      | 50° 54′ 3,8″ N, 10° 37′ 50,7″ O  |
| Wangenheim    | Wangenheim      | St. Trinitatis          | |      | 51° 1′ 16″ N, 10° 37′ 31,3″ O    |
| Wangenheim    | Warza           | St. Johannes            | von 1520 |      | 50° 59′ 44″ N, 10° 41′ 19,8″ O   |
| Wangenheim    | Westhausen      | St. Vitus               | |      | 51° 0′ 59,1″ N, 10° 41′ 23,7″ O  |